# Ust´-Zaostrowka
Ust´-Zaostrowka (ros. Усть-Заостровка) – wieś (sieło) w Rosji, w obwodzie omskim, w rejonie omskim. W 2021 liczyła 2299 mieszkańców.